# Kinetic energy recovery system

Principen för KERS.

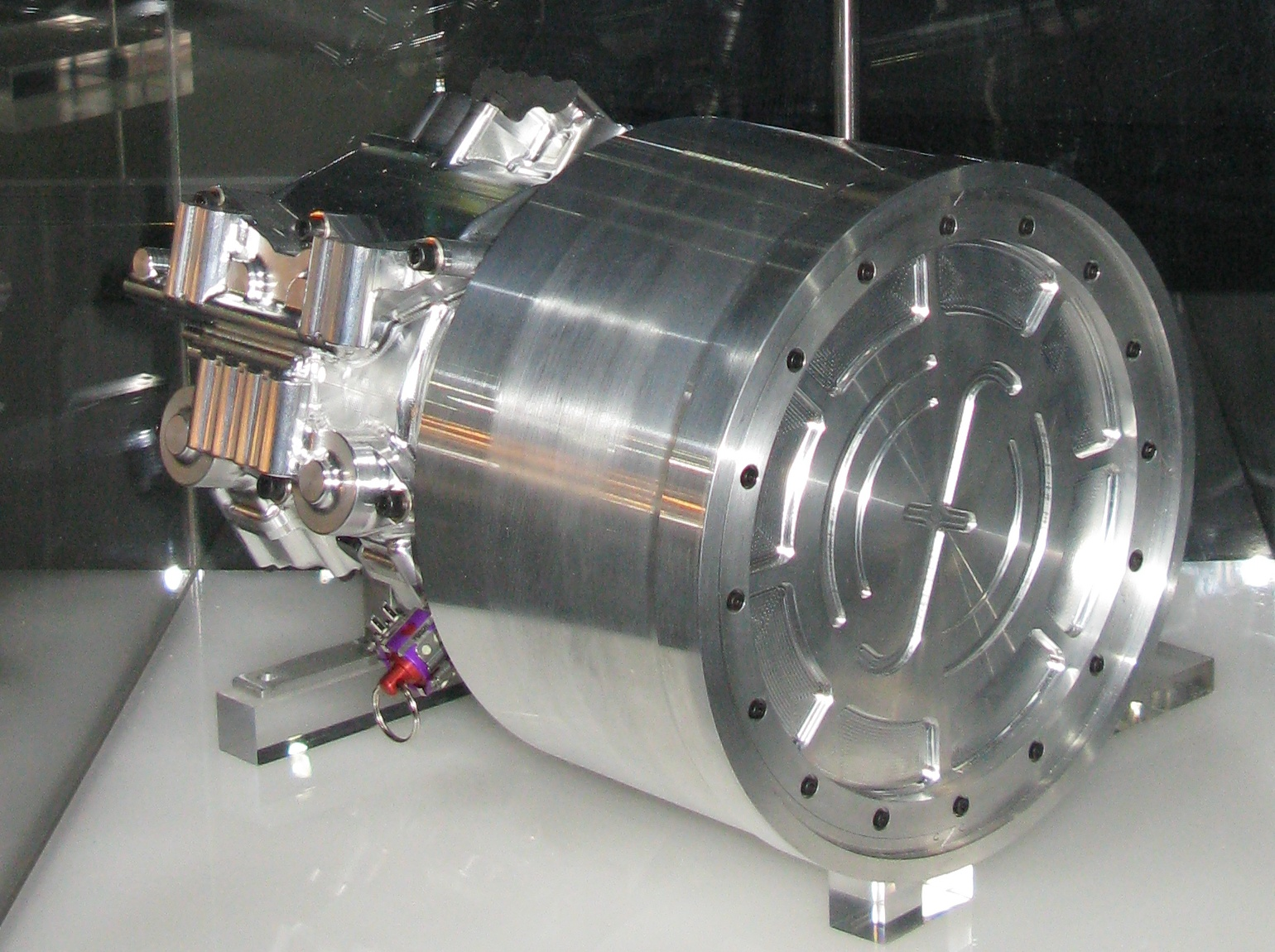
Ett KERS-system utvecklat av Flybrid för användning i bilar i Formel 1.

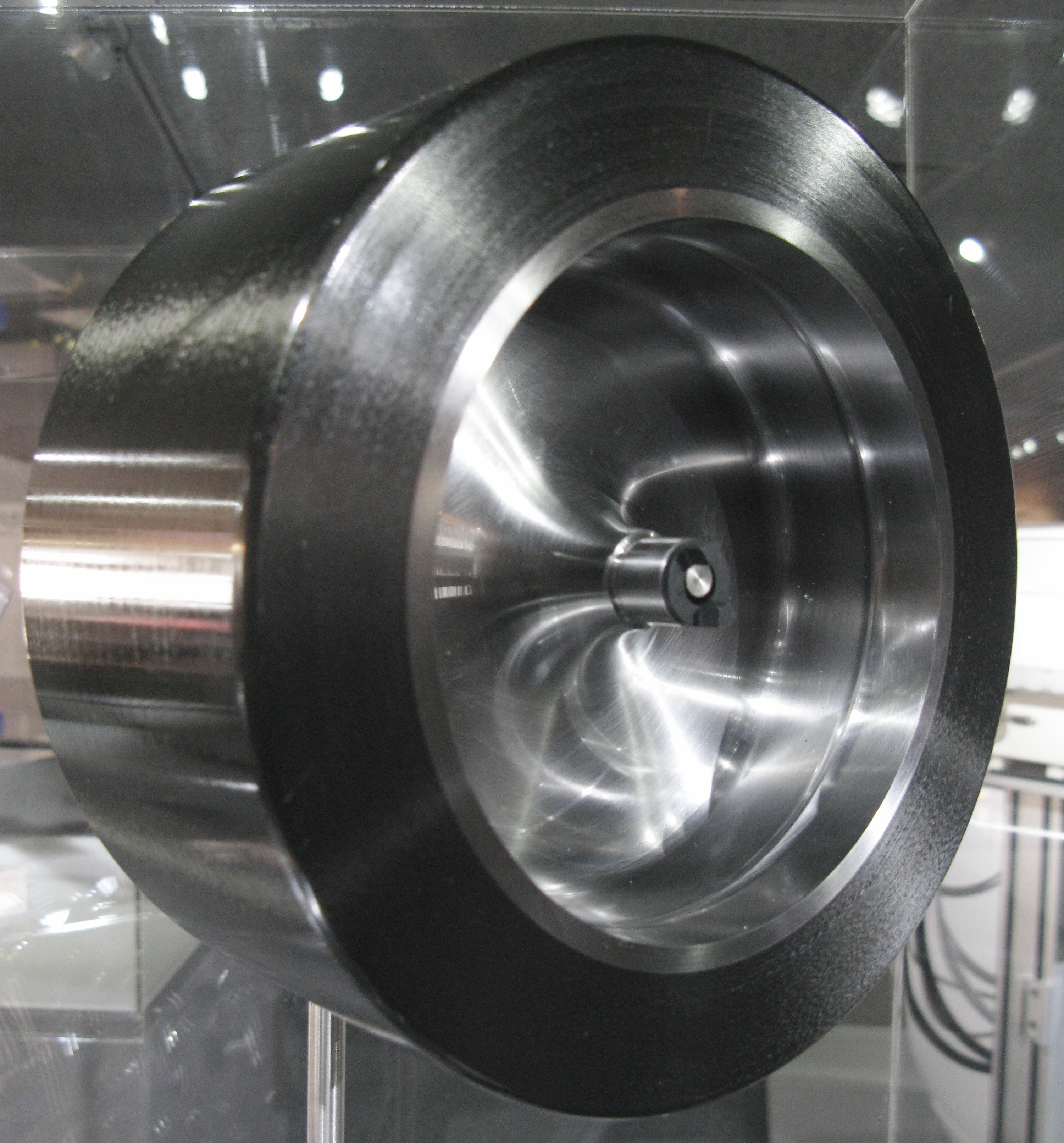
Svänghjul i ett KERS-system.

Kinetic energy recovery system, även känt som KERS eller kers, är ett framdrivningssystem för motordrivna fordon som lagrar den kinetiska energi som utvinns under inbromsningsmomentet.
En typ av KERS-system baserar sig på lätta svänghjul som har en förmåga att ta upp och avge energi snabbt - något ett batteri har svårt att klara av på grund av risk för brand. Dessutom förlänger systemen också livslängden på batterisystemen, då dessa kan användas som energidepåer istället för kraftdepåer.

## Säkerhet
Under 2008 testades detta system bland annat av BMW Sauber på Circuito de Jerez och en av deras mekaniker fick en elchock då han rörde bilen, det var blött vid olyckstillfället. Han fick inga allvarliga skador.
Red Bull Racing råkade ut för en annan olycka där en bil började brinna i deras fabrik, det påstods att KERS var orsaken till detta. Även Toyota F1 har drabbats av samma sak.

## Formel 1
KERS introducerades i Formel 1 säsongen 2009, men togs bort till 2010 för att senare återinföras säsongen 2011.. Från säsongen 2014 fördubblades den tillåtna effekten för systemet från tidigare 60kw till 120kw. Detta gjordes i samband med att bilarnas motorer minskades från 2,4 liters V8 till 1,6 liters V6.